# Kanahiiphaga
Kanahiiphaga là một chi bọ cánh cứng trong họ Chrysomelidae.
Chi này được miêu tả khoa học năm 1931 bởi Laboissiere.

## Các loài
Các loài trong chi này gồm:
- Kanahiiphaga aeneipennis Laboissiere, 1936
- Kanahiiphaga costipennis Laboissiere, 1936
- Kanahiiphaga costulata Laboissiere, 1931
- Kanahiiphaga frontalis Laboissiere, 1936
- Kanahiiphaga orphana Chapuis, 1879
- Kanahiiphaga similis Laboissiere, 1936